# Andréa Fileccia
Andréa Fileccia (Bergen, 6 december 1991) is een voormalig Belgische profvoetballer die als aanvaller speelde.
Fileccia verliet zijn Belgische jeugdclub RAEC Mons in de zomer van 2008 toen hij door de voetbalacademie Feyenoord werd uitgenodigd. Hij speelde twee jaar bij de Feyenoord jeugdteams.  In 2010 werd hij uitgeleend aan de Eredivisieclub SBV Excelsior. Fileccia maakte zijn professionele debuut voor Excelsior op 7 augustus 2010. Hij verving Daan Bovenberg in de 65e minuut, maar kon niet voorkomen dat Excelsior het seizoen opende met 3-0-verlies in de uitwedstrijd tegen De Graafschap. In 2012 liep zijn contract af. Statistieken
| seizoen | club          | land      | competitie | wedstrijden | goals |
| ------- | ------------- | --------- | ---------- | ----------- | ----- |
| 2010/11 | SBV Excelsior | Nederland | Eredivisie | 6           | 0     |
| 2011/12 | SBV Excelsior | Nederland | Eredivisie | 2           | 0     |
| Totaal  |               |           |            | 8           | 0     |